# Фролова, Инна Васильевна
Инна Васильевна Фролова (род. 3 июня 1965, Днепропетровск) — советская и украинская гребчиха, призёр Олимпийских игр.
Инна Фролова тренировалась в спортивном обществе «Спартак» в Днепропетровске.
Первую свою серебряную олимпийскую медаль она получила на сеульской Олимпиаде в составе четвёрки сборной СССР (Ирина Калимбет, Светлана Мазий, Инна Фролова, Антонина Думчева).
Выступая за Украину, серебряную олимпийскую медаль она завоевала на Олимпиаде в Атланте в составе четвёрки сборной Украины со Светланой Мазий, Диной Мифтахутдиновой и Еленой Ронжиной-Морозовой, тренер — Владимир Морозов.
Участвовала в барселонской Олимпиаде (6 место в составе двойки Объединенной команды).